# Carlos Anzoátegui
Carlos Anzoátegui (Siglo XIX - 10 de abril de 1840) fue un militar argentino que luchó en la Guerra del Brasil y en las guerras civiles argentinas.

## Biografía
Carlos Anzoátegui nació en la Ciudad de Buenos Aires a comienzos del siglo XIX, hijo del teniente coronel Bernardo Joaquín de Anzoátegui y de María de los Remedios Ortega.
En 1826 se incorporó al ejército al estallar la Guerra del Brasil. Sirvió a las órdenes del general Juan Lavalle en la caballería republicana. Intervino en los combates de Bacacay, Ombú y en la batalla de Ituzaingó, alcanzando el grado de teniente por si comportamiento en la victoria argentina. Participó también de las acciones de Camacuá, Yerbal, Padre Filiberto.
Concluida la guerra regresó a Buenos Aires y apoyó a su comandante Lavalle en el derrocamiento del gobernador Manuel Dorrego en diciembre de 1828. Durante el conflicto civil que siguió asistió a la Batalla de Navarro y al combate de Puente de Márquez. En 1829 fue promovido a ayudante mayor del ejército rebelde.
Siguió a Lavalle en las guerras civiles y en 1839 emigró a Montevideo. Formó parte de la Legión Libertadora que tras desembarcar en la isla Martín García invadió la provincia de Entre Ríos. En septiembre asistió a la batalla de Yeruá y el 10 de abril de 1840 al combate de Don Cristóbal. En esta acción actuaba con el grado de teniente coronel como ayudante de campo del general José López (alias López Chico). Ambos fueron muertos durante el combate al ser alcanzados por una bala de cañón.